# براندون روجرز
براندون روجرز (بالألمانية: Brandon Rogers؛ بالإنجليزية: Brandon Rogers) هو لاعب هوكي الجليد ألماني وأمريكي، ولد في 27 فبراير 1982 في روتشستر في الولايات المتحدة.

## وصلات خارجية
- براندون روجرز على موقع دوري الهوكي الوطني (الإنجليزية)
- براندون روجرز على موقع EliteProspects.com (الإنجليزية)
- براندون روجرز على موقع HockeyDB.com (الإنجليزية)